# Operación Milagro
Die Operación Milagro (deutsch: Operation Wunder; auch: Misión Milagro) bezeichnet einen zwischen den Regierungen Kubas und Venezuelas vereinbarten Plan zur Heilung verschiedener Augenerkrankungen in den Bevölkerungen der beteiligten Länder. Sie ist in die Programme der ALBA integriert. 
Der Plan sieht vor, dass über einen Zeitraum von 10 Jahren rund sechs Millionen Menschen mit augenheilkundlichen Problemen operativ behandelt werden. Gestartet in Venezuela, wird er außerdem in 31 weiteren Ländern Lateinamerikas, der Karibik, Asiens, Afrikas angewendet. Als Erweiterung dieses Programms wurden mit Hilfe kubanischen medizinischen Personals Kliniken in Venezuela und Bolivien errichtet, die eine kostenlose Behandlung dieser Erkrankungen ermöglichen und somit eine bessere Kontrolle und Vorbeugung erlauben. 
An der Operation Milagro sind 165 kubanische Institutionen beteiligt. Sie stellen ein Netz von 49 Zentren in 14 Ländern Lateinamerikas und der Karibik bereit, wo 82 Augenkrankheiten chirurgisch behandelt werden können. Es gibt entsprechende Missionen in Venezuela, Bolivien, Ecuador, Haiti, Honduras, Panama, Guatemala, St. Vincent und die Grenadinen, Guyana, Paraguay, Granada, Nicaragua und Uruguay. 
Im Dezember 2007 feierte Kuba den millionsten Patienten, dem das Augenlicht zurückgegeben oder verbessert wurde. Bis 2011 – aus diesem Jahr stammen die letzten verfügbaren Daten – wurde das Sehvermögen von mehr als zwei Millionen Menschen aus 34 Ländern Lateinamerikas, der Karibik und Afrikas wiederhergestellt oder verbessert.